# Terapia de irradiação do sangue
A Terapia de Irradiação do Sangue é um procedimento no qual o sangue é exposto à luz de baixa potência com finalidades terapêuticas. Grande parte da pesquisa e desenvolvimento dessa modalidade tem sido conduzida na Alemanha, com uso de lâmpadas UV, e na Rússia, em diversas variações. Em menor escala a pesquisa também é difundida em outros países, como Reino Unido. A irradiação do sangue pode ser realizada de quatro formas: intravenosa, transcutânea, intranasal (desenvolvida e amplamente utilizada na China) ou extracorpórea.
Não está relacionada à irradiação gama de sangue na prática de transfusão.

## Histórico
Em 1920, médicos alemães foram os primeiros a irradiar sangue com lâmpadas UV, e a técnica é difundida no país até os tempos atuais com uso de laser. Nos Estados Unidos, a ILIB se tornou conhecida durante a Segunda Guerra Mundial, sendo difundida para outros países. 
Em 1971, Mester et el (Hungria) publicaram uma pesquisa dos efeitos da irradiação laser em feridas. Com resultados positivos, o uso do laser na medicina foi difundido, e as primeiras publicações da ILIB ocorreram em 1981, por E.N. Meshalkin e V.S. Sergievskiy. O método desenvolvido foi aplicado para o tratamento de anormalidades cardiovasculares, tendo sucesso no tratamento de cardiopatia isquémica e outras arritmias. 
Meshaltin e N. N. Kipshidze demonstraram a eficácia da ILIB no tratamento de endocardite, um tipo de infecção na membrana que reveste a parede do coração e nas válvulas cardíacas, V. S. Zemstock, R. A. Babadjanov e A. L. Gushcha utilizaram ILIB para o tratamento de pancreatite aguda, o inchaço e inflamação repentinos do pâncreas. Assim, a técnica se expandiu para uma gama de doenças: peritonite, inflamação do abdômen causada por bactéria ou fungo; icterícia hepática, cor amarelada da pele e olhos; além da prevenção contra complicações sépticas em cirurgias e aplicações oncológicas.
Apesar da repercussão no oeste europeu, esses estudos russos foram pouco difundidos no ocidente por conta de décadas de separação política, sendo vistos com desaprovação. Ainda, a ILIB sofreu deméritos por conta da falta de evidências científicas dos mecanismos exatos de ação da terapia à laser. Na época, a terapia não era clara e apenas um grupo de cientistas estudava seus mecanismos de ação. 
Entre 1980 e 1990 ocorreu uma expansão nas aplicações da ILIB na Rússia, incluindo doenças cardíacas, autoimunes, tratamento de sepse pós-operatória, além de tratamentos oncológicos, e em outubro de 1989 o Conselho de Ministros da USSR concedeu o Prêmio Estatal da URSS para um grupo de cientistas (I. M. Korochkin, G. M. Kapustina, I. N. Kipshidse, G. E. Chapidse, M. P. Bokhoa, L. A. Marsatiaschvilli, N. I. Stepanishcheva, V. S. Sergievsky e B. C. Agov) pelo desenvolvimento da irradiação intravenosa com laser hélio-neônio para o tratamento de isquemia cardíaca.
Cientistas do ocidente passaram a pesquisar sobre a ILIB e validar os efeitos previamente reportados pelos russos após a publicação dos estudos de Tiina Karu16, professora da academia russa de Moscou, em 1990, que decifraram as principais respostas celulares ao laser. Em 2004, Michael Weber (Alemanha) replicou os primeiros estudos russos para verificar seus resultados, validando os efeitos terapêuticos temporários inicialmente apresentados.  Entre 2005 e 2006, a terapia de irradiação a laser do sangue foi estabelecida em mais de 300 centros na Alemanha, Áustria, Suíça, Itália e Austrália. Em uma avaliação posterior com esses centros, foi confirmada a aceitação pelos pacientes e não foram reportados efeitos colaterais.
Não se sabe ainda como a energia dos fótons administrados atinge o tecido-alvo. Imagina-se a possibilidade da transferência de informação por biofótons (fótons ultravioletas de baixa potência emitidos naturalmente por sistemas biológicos em frequências de 10-17 a 10-23 W/cm²) ou transporte de energia por vias metabólicas com produção de ATP.

## Efeitos
A ILIB tem como principais objetivos a irradiação de lipídios, plaquetas e hemoglobina no sangue de forma a provocar bioestímulos e se tornar um tratamento de analgesia, sendo também antialérgico, imunocorretor, antitóxico, vasodilatador, antiarrítmico, bactericida, antihipóxico, espasmolítico e anti-inflamatório.

### Mecanismos de Ação
A base da terapia de baixa potência é o desencadeamento termodinâmico de processos relativos ao cálcio (Ca2+): a irradiação provoca um gradiente de temperatura no interior celular, causando um aumento momentâneo na concentração de Ca2+ liberado de compartimentos intracelulares. Com isso, são desencadeados diversos processos nos quais o cálcio esteja envolvido, como síntese de DNA e RNA, aumento do potencial de membrana da mitocôndria, ativação de endocitose e exocitose, alteração da resposta intracelular a ação de hormônios, liberação de formas ativas de oxigênio, entre outros. Por fim, são modulados processos fisiológicos no organismo como microcirculação, processos de inflamação, ativação do sistema imune, etc. 

#### Resposta Celular
A ação da luz nas células provoca a ativação de células imunes, a degranulação de mastócitos e funciona também como bioestímulo da absorção de luz pelas enzimas das mitocôndrias (citocromo c oxidase). 
A proliferação de células imunes tem diversos benefícios: promove o combate à inflamação e a cura acelerada de feridas; otimiza a respiração celular e aumenta a produção de ATP, fonte de energia da célula; aumenta o gradiente de prótons na membrana mitocondrial, o que aumenta o potencial de fosforilação de ATP em cerca de 150% e amplifica o rendimento da energia consumida; aumenta e estabiliza o potencial de membrana em células nervosas, bloqueando impulsos que transmitiriam sensação de dor; aumenta a fagocitose de leucócitos, processo no qual ocorre a digestão de corpos estranhos; e aumenta a neovascularização (formação de novos vasos sanguíneos) em áreas isquêmicas, onde ocorre falta de fornecimento de sangue.

#### Ação Antioxidante
No corpo, células produzem radicais livres durante o processo de conversão de nutrientes em energia. A interação dos radicais livres pode resultar em consequências negativas para a saúde, contribuindo para o desenvolvimento de patologias como envelhecimento, câncer, artrite, complicações cardiovasculares e cardiorrespiratórias. O combate desses efeitos é feito com enzimas que previnem a formação dos radicais ou os neutralizam. O superóxido dismutase, SOD, é a quinta enzima mais abundante no corpo e tem como função inibir os íons superóxidos que desencadeiam a formação de radicais mais danosos - como a hidroxila (OH). Algumas patologias como acidez do sangue, inflamação e doenças crônicas podem desativar essa enzima. A irradiação laser na SOD inativa comprovadamente a reativa, mesmo nas condições patológicas citadas. Dessa forma, é possível prevenir doenças sistêmicas ao reverter estresse oxidativo.

### Efeitos Observados

#### Efeito Imunológico
A ILIB promove a normalização das relações intercelulares de subpopulações de linfócitos-T e B, aumentando a quantidade de células imunes no sangue. Isso provoca a expressão das interleucinas, proteínas envolvidas na ativação do sistema imune, e dos interferons, proteínas que interferem na replicação de fungos, bactérias, vírus e células tumorais. Desta forma, a resposta imune aumenta e a intoxicação diminui como resultado da melhora das condições do paciente.
Foi identificado também o aumento da concentração de antibióticos e outros medicamentos em focos de inflamação. Por conta de edemas, a circulação local pode ser interrompida em locais de inflamação, fazendo com que a concentração de medicamentos seja  cerca de 10 vezes menos em órgãos inflamados do que em órgãos normais. Foi demonstrado que a irradiação a laser aumenta a concentração de antibióticos nas áreas-alvo, provavelmente pelo aumento da microcirculação.

#### Resposta no Sangue
A ILIB causa a modulação de componentes sanguíneos, como a inativação de óxido nítrico (NO) da hemoglobina que otimiza a oxigenação do sangue e a vasodilatação, além de provocar a proliferação de células endoteliais (células que regulam a formação de vasos sanguíneos e a contração muscular, entre outras funções).

#### Propriedades Reológicas do Sangue
Foram comprovadas melhoras nas propriedades reológicas do sangue e microcirculação com a ILIB. As propriedades reológicas são avaliadas por parâmetros de contagem completa de sangue (hemograma) e taxa de sedimentação do sangue, permitindo a visualização do efeito de revitalização e regeneração do estímulo da mitose e bioestímulo na membrana celular. Ainda, ocorre aumento da fluidez e ativação de funções de transporte pelo aumento do nível de oxigênio de decréscimo da pressão parcial de dióxido de carbono, sendo assim de interesse cirúrgico, angiológico e cardíaco em particular.
Além dos efeitos citados, outros resultados também foram observados: foi detectada uma influência positiva em dores de síndromes intratáveis, redução da área de infartos, redução da hipersensibilidade à medicação após hipertensão severa, redução na frequência de relapsos em doenças inflamatórias crônicas de intestino, normalização dos níveis indicadores hepatotóxicos, otimização do estado metabólico diabético, além da melhora na saúde geral e mobilidade em pacientes com esclerose múltipla. De forma mais pessoal, pacientes também reportaram melhoras na qualidade de sono, estado emocional, performance em esportes e disposição mental em geral.

### Áreas de Atuação
As áreas de atuação da ILIB vão desde a dermatologia, obstetrícia e ginecologia, urologia, odontologia, psiquiatria , pediatria e enfermagem.  Com a validação dos efeitos previstos, sua atuação se estende significativamente:
- Alergias e eczemas
- Asma
- Doença de Lyme
- Câncer
- Degeneração macular
- Diabetes
- Doenças autoimunes
- Doenças cardiovasculares
- Doenças hepáticas e renais
- Dores crônicas
- Esclerose múltipla
- Fibromialgia
- Hepatite crônica
- Hipertensão
- Perturbações do metabolismo
- Reumatismo
- Síndrome da fadiga crônica
- Síndrome do esgotamento
- Zumbidos
- Etc

## Modalidades

### Intravenosa
A modalidade intravenosa da ILIB se baseia na inserção de cateter com fibra óptica em canal vascular. Desta forma, ocorre a irradiação in vivo de sangue por luz de baixa potência, gerada por laser hélio-neônio entre 1-3 mW, sendo preferido 2,3 mW, e comprimento de onda de 632.8 nm. São usados também comprimentos de onda de 365 (UV), 405 (UV), 525 (verde) e 635 nm (vermelho), com outros efeitos terapêuticos. Não são utilizados dois comprimentos de onda simultaneamente por conta de uma possível interação inibitória. 
Normalmente são escolhidas veias no antebraço, com a expectativa do efeito terapêutico se difundir pelo sistema circulatório, e a irradiação dura entre 20 e 60 minutos - tempo assumido como suficiente para que todo o sangue recebe luz, possibilitando um efeito sistêmico. Repete-se a dose em 10 sessões, em 1 ou 2 diárias.

### Transcutânea
Também chama de epicutânea (ELIB), a aplicação transcutânea de luz na pele sem alterações permite que a luz atinja uma grande área de artérias ou veias, preferencialmente no antebraço ou pulso (ponto da região 8 pulmonar na acupuntura). Por conta da redução da luz que atinge o local desejado (por absorção ou espalhamento nos tecidos anteriores), a potência do laser normalmente é aumentada para compensar essa diminuição. Ainda, podem ser utilizadas matrizes de luz pulsada, compostas por 8 diodos de 5W cada e duração de pulso de 100-150 ns.
É usado laser vermelho de baixa potência de 660 nm (vermelho) ou 890-904 nm (infravermelho) e 60-100 mW, e a fibra óptica é colocada na pele, fixa por uma banda elástica. A irradiação dura 30 minutos, sendo repetida por 10 vezes (em dias consecutivos ou não). 
Estudos indicam que os efeitos médicos obtidos por irradiação de 20 mW de laser vermelho transcutâneo equivalem aos efeitos de irradiação de 1 mW de laser vermelho intravenoso. Ainda, foram relatados efeitos apenas na irradiação de áreas lesadas. A irradiação a laser de áreas normais não provocou efeitos. 
G. Brill (1994, apud TROGISCH, p. 8 ) sugere que o termo “irradiação transcutânea do sangue” seja errôneo, uma vez que desconsidera outros tecidos possivelmente atingidos (epiderme, pontos de acupuntura, nervos, glândulas linfáticas, veias, tecido muscular e esquelético). Em comparação com a intravenosa, na qual a maior parte da luz é absorvida pelo sangue, na modalidade transcutânea apenas uma parte da luz atinge o sangue. Desta forma, é necessário especificar de forma exata a área de irradiação.

### Intranasal
Desde 1989, muitos grupos russos têm estudado os efeitos terapêuticos da fotobiomodulação intranasal a laser (ILPBM) no local inflamado em rinites vasomotores, e grupos chineses também estudam sua aplicação para outras doenças internas. Desde 1998, a ILPBM vêm sendo chamada ILILT – terapia de laser de baixa potência intranasal. A técnica envolve a conexão de um diodo laser 650-660 nm com potência entre 10 e 30 mW no interior da narina. O protocolo varia de 15 a 30 minutos por dia, até 10 dias (não necessariamente consecutivos). A ILILT pode ter quatro efeitos principais: no nervo olfativo, nas células do sangue, nos meridianos da medicina chinesa tradicional e/ou no sistema nervoso autônomo. Desta forma, a ILILT é utilizada para tratar lesões cerebrais, rinites alérgicas, doenças coronárias, infarto do miocárdio, além de doenças do cérebro, como insônia, enxaqueca, Alzheimer, entre outros.

### Extracorpórea
A técnica ILIB extracorpórea é realizada apenas com luz ultravioleta (UVBI), com comprimento de onda entre 250 e 400nm. A irradiação ocorre fora do corpo do paciente, uma vez que a luz UV tem pouca penetração nos tecidos. Portanto, ocorre a drenagem do sangue para uma cubeta especial de quartzo de 1mm de espessura – que garante um fluxo laminar e constante. 
As doses utilizadas variam de 0,6 até 3 J/cm². Com valores tão baixos, não ocorre a indução da transformação fotoquímica de componentes do sangue. A energia recebida pelas células do sangue está entre 2 e 50 mJ/cm², e pelo menos 3 ml de sangue é irradiado em um procedimento. Os efeitos terapêuticos obtidos ocorrem provavelmente pelo estímulo da atividade funcional de eritrócitos no sangue, resultado da remoção de produtos de processos inflamatórios das membranas dessas células.
Inicialmente desenvolvida como tratamento para câncer, em 1952 o Jornal da Associação Médica Americana concluiu que a UVBI não é efetiva, fato confirmado pela Sociedade Americana do Câncer em 1970. Stephen Barret, editor da Quackwatch, lista a irradiação ultravioleta do sangue como questionável.

## Desenvolvimentos Recentes
Recentemente, tem sido utilizada ILIB com frequência modulada, e os resultados aparentam maior eficácia em comparação com a frequência contínua. Também estão sendo estudadas as influências de diferentes comprimentos de onda no organismo para a determinação das doses apropriadas. Atualmente, são utilizados comprimentos de onda na faixa do azul, vermelho, verde, amarelo, infravermelho e ultravioleta.

## Problemas e ética
É aferido que a ILIB melhora o fluxo sanguíneo, tendo efeitos positivos no sistema imunológico e metabolismo celular. Esses resultados estão sujeitos ao ceticismo e são requisitadas mais pesquisas a respeito. Ainda, muitos estudos possuem conclusões controversas. Enquanto alguns reportam que a ILIB não possui efeitos colaterais da LIB, outros estudos informam que a longa exposição à irradiação intracorpórea (30-60 minutos) pode provocam efeitos colaterais como ataque de estenocardia (dor no peito provocada pelo enfraquecimento dos músculos cardíacos) e diminuição da frequência sistólica e pressão sistólica1. 
A ILIB não é financiada por seguros de saúde desde os anos 70, além de não ser um procedimento autorizado pela FDA, com o argumento de que os efeitos variados da terapia não são garantidos. Desta forma, não foram encontrados estudos em que outras formas de tratamento tenham sido suspensas. 
Dados os resultados inconsistentes, as contraindicações da terapia a laser devem ser consideradas. Mikhailov indica dois grupos de contraindicação à terapia ILIB4. O primeiro, denominado grupo absoluto, é composto por pacientes com choque cardiogênico; hipotensão arterial; cardiopatias estagnadas; ineficiência circulatória estágios IIb e III; anemia; síndrome de nódulo sinusal ou existência de coagulopatias (distúrbios de coagulação sanguínea). Esses, segundo o autor, não devem se submeter a terapia ILIB de forma alguma.
Já o segundo grupo, denominado relativo, deve ter sua participação avaliada de forma criteriosa, uma vez que o autor cita resultados contraditórios das pesquisas realizadas. Desse, fazem parte pacientes com doenças oncológicas (uma vez que não é possível calcular a dose exata de radiação atingindo as células tumorais); formas agudas de doenças infecciosas (sífilis, brucelose – febre mediterrânica); cólica menstrual; e pacientes na primeira metade da gravidez, quando ainda há risco de aborto. 
Aspectos legais foram trabalhados pelo advogado Bodenburg extensivamente para validar o tratamento ILIB. De acordo com a certificação internacional CE, é recomendado explicar aos pacientes que essa modalidade de terapia é nova e a elaboração de um formulário de consentimento.

## Ver Também
- Fototerapia
- Laserterapia de baixa potência
- Terapia fotodinâmica